# ريتشارد سيمون
ريتشارد فولفغانغ سيمون (22 أغسطس 1859, برلين – 27 ديسمبر 1918, ميونخ) عالم حيوان وأحياء ألماني، اعتقد في توارث الصفات المكتسبة وطبق ذلك على التطور الثقافي-الاجتماعي.